# Luis Chirino de Salazar
Luis Chirino de Salazar (Chillarón (Cuenca), siglo XVI-¿?, después de 1645) fue un noble español del siglo XVI conocido por su conocimiento en materia de minas.

## Biografía
Nació en el seno de una familia de la nobleza urbana de Cuenca, de origen judeoconverso. Fue hijo de Luis Chirino de Salazar y Juana de Cetina. Su antepasado Alonso Chirino o Alonso García de Guadalajara, médico judío al servicio de Enrique III y Juan II de Castilla.
Su hermano Hernando de Salazar jesuita, ganaría notoriedad primero por su faceta como teólogo y, posteriormente, por ser confesor del conde-duque de Olivares, valido de Felipe IV durante la década de 1620. Además tenía tres hermanas, una de ellas carmelita descalza en Cuenca.
 

Luis sería nombrado por Felipe IV, visitador general de minas y desarrolló una amplia actividad en la materia realizando visitas a distintas explotaciones mineras españolas. Por su actividad en este sentido Eugenio Larruga decía de él:
el más inteligente y práctico en minas que se conocía en España.
También se dedicó a la explotación de minas. Además fue inventor y mejoró el proceso para la obtención de azúcares en el Motril.
Como su hermano Hernando, fue del Consejo de la Inquisición, siendo alguacil mayor. Hacia 1624 fue nombrado caballero de la orden de Santiago.
Contrajo matrimonio con Catalina Dámaso de Quijada Salazar, pariente de la mujer de Cervantes.

### Individuales
1. 1 2  «OM-EXPEDIENTILLOS,N.945 - Chirino de Salazar, Luis». Portal de Archivos Españoles. Agosto de 1624. Consultado el 17 de marzo de 2023.
2. ↑  Castillo, Julian del (1624). Historia De Los Reyes Godos Que Vinieron De La Scythia De Europa Contra El Imperio Romano. Luis Sanchez. p. 455. Consultado el 17 de marzo de 2023.
3. ↑  «Correspondencia remitida por Luis Chirino de Salazar y Andrés de Carrasquilla a los alcaldes, justicia y regimiento de la villa de Hinojosa [del Duque] (Córdoba), donde les indican que sigan trabajando en las minas de dicha villa y que soliciten ayuda siempre que lo necesiten.». Portal de Archivos Españoles. 17 de abril de 1627.
4. ↑  González Carvajal, Tomás (1832). Primera Parte. Comprende los registros, relaciones y despachos tocantes a minas, en que se expresan los pueblos y sitios en que se hallaron. p. 276. Consultado el 17 de marzo de 2023.
5. ↑  Larruga, Eugenio. «Minas y produciones de la provincia de Extremadura». Memorias políticas y económicas sobre los frutos, comercio, fábricas y minas de España: con inclusion de los reales decretos, ordenes, cedulas, aranceles y ordenanazas expedidas para su gobierno y fomento. XXXVII: 140-141. citado en Girón Pascual, 2019, p. 114
6. ↑  Gimeno, Emilio Benedicto; Royo, José Antonio Mateos (29 de noviembre de 2013). La minería aragonesa en la cordillera ibérica durante los siglos XVI y XVII: evolución económica, control político y conflicto social: evolución económica, control político y conflicto social. Universidad de Zaragoza. p. 146. ISBN 978-84-15770-05-3. Consultado el 17 de marzo de 2023.
7. ↑  Pérez Macías, Juan Aurelio (27 de enero de 2022). La búsqueda de plata para los tercios: Las minas de Aracena y Fuenteheridos en el siglo XVI (en árabe). Servicio de Publicaciones de la Universidad de Huelva. p. 137. ISBN 978-84-18984-25-9. Consultado el 17 de marzo de 2023.
8. ↑  García Tapia, Nicolás (1999). The repercussions of Spanish technology in the discovery of the American continent. OCLC 907765640. Consultado el 17 de marzo de 2023.
9. ↑  Pompa funeral, Honras y Exequias en la muerte de la Señora Doña Isabel de Borbon, etc. 1645. p. 42. Consultado el 17 de marzo de 2023.
10. ↑  Archivo Histórico Nacional (1928). Consejo de la suprema inquisición: catalogo de las informaciones genealógicas de los pretendientes a cargos del santo oficio. Imp. "Casa social catolica". Consultado el 17 de marzo de 2023.
11. ↑  Pérez Villanueva, Joaquín (1980). La Inquisicion española: nueva visión, nuevos horizontes. Siglo Veintiuno de España. p. 288. ISBN 978-84-323-0395-1. Consultado el 17 de marzo de 2023.
12. ↑  «OM-CABALLEROS_SANTIAGO,Exp.2350 - Chirino Salazar y Cetina, Luis». Portal de Archivos Españoles. Agosto de 1624. Consultado el 17 de marzo de 2023.
13. ↑  Revista de Extremadura. N.M. Jiménez. 1901. p. 533. Consultado el 17 de marzo de 2023.